# Albert Baur (peintre)
 (juillet 2025).
Pour les articles homonymes, voir Albert Baur et Baur.
Albert Baur père (né le 7 juillet 1835 à Aix-la-Chapelle, mort le 7 mai 1906 à Düsseldorf) est un peintre allemand.

## Biographie

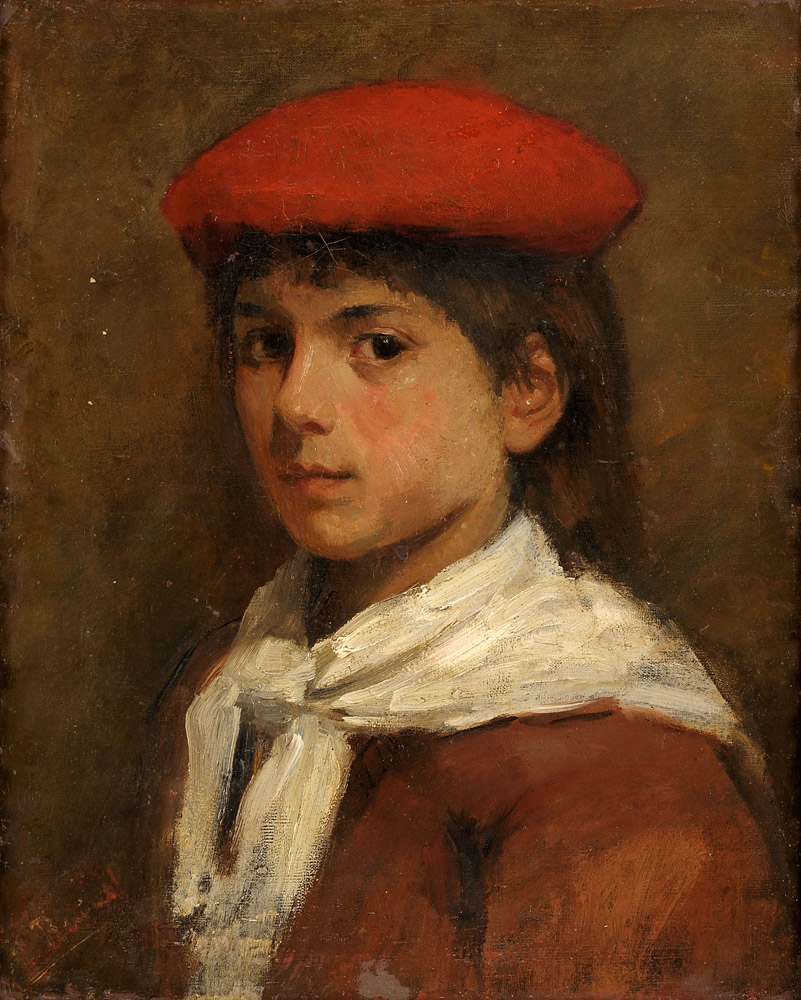
Le Béret rouge

Baur, issu d'une famille de banquiers, commence à étudier la médecine à la demande de ses parents à Bonn, mais en 1854, il part étudier à l'académie des beaux-arts de Düsseldorf. Il prend des cours privés auprès de Wilhelm Sohn puis de Joseph Kehren (de) ; il est élève de l'académie de 1855 à 1857 auprès de Christian Köhler et de Heinrich Mücke. En 1860, il s'installe à Munich pour deux ans et étudie auprès de Moritz von Schwind.
Après des voyages d'études à travers l'Europe, Baur revient à Düsseldorf en 1874 et s'inspire de son ami Heinrich Ludwig Philippi pour la peinture d'histoire. Une de ses premières tableaux, déjà de grand format, est le Transfert du corps d'Otton III par les Alpes en Allemagne. En 1864, il reçoit le premier prix dans un concours pour la décoration de la salle d'audience d'Elberfeld et représente le Jour du jugement. Il s'exécute à la condition que collabore Heinrich Ludwig Philippi, dont le père, Johann Friedrich Hector Philippi (de), est président du tribunal de district d'Elberfeld. En 1872, il devient professeur de l'école des beaux-arts de Weimar et en 1876 à Düsseldorf, où il resta jusqu'à sa mort. Il est particulièrement apprécié en tant qu'auteur de peintures historiques de grand format. Il signe une grande fresque pour la nouvelle maire de Düsseldorf (de).
Il est le père d'Albert Baur (de), né en 1867, qui sera peintre. Il est inhumé au cimetière du Nord de Düsseldorf.

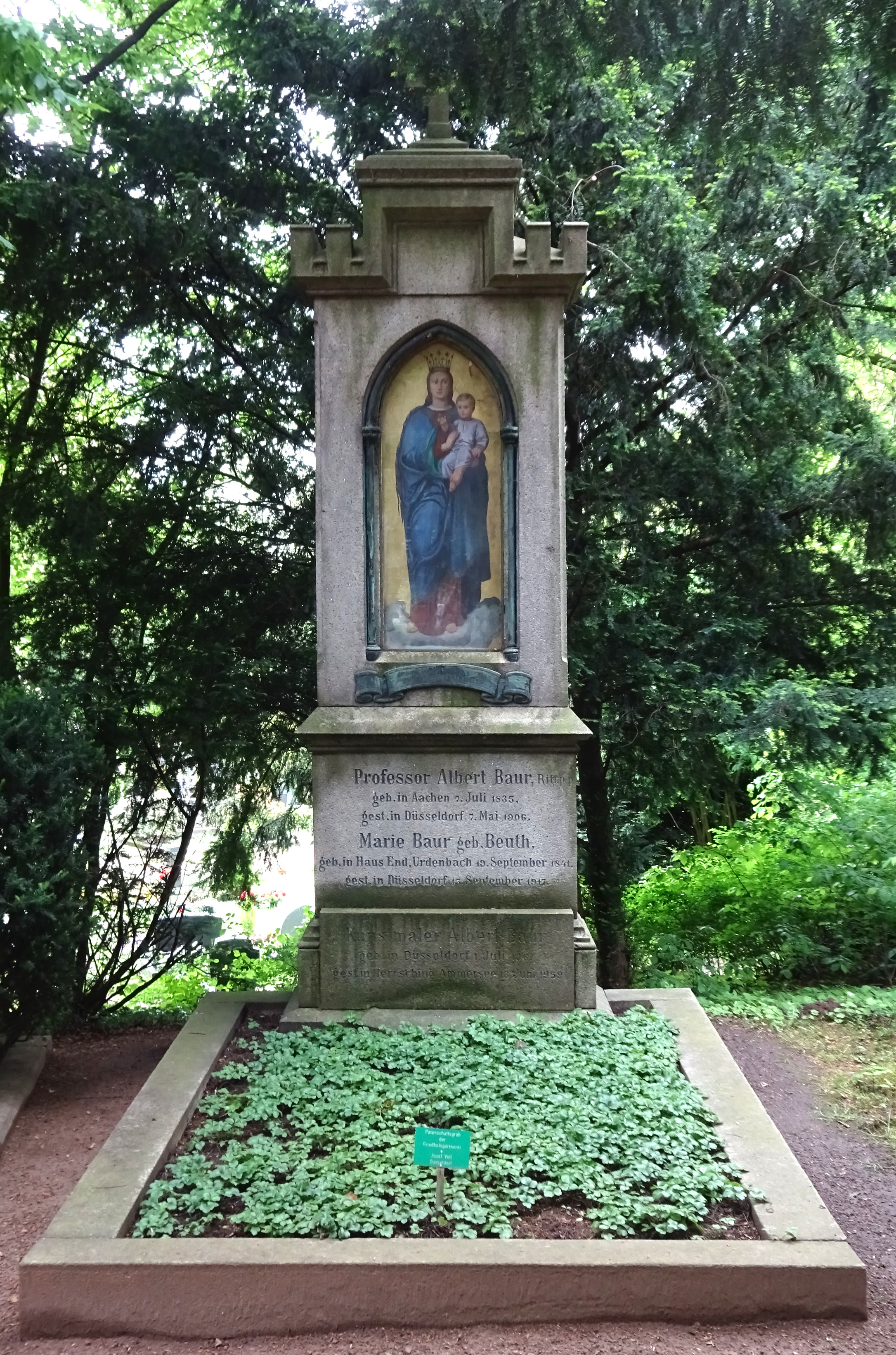
Tombe familiale.